# L'abisso della violenza
L'abisso della violenza (Na Garganta do Diabo) è un film del 1960 scritto e diretto da Walter Hugo Khouri che ne ha anche firmato il montaggio.

## Produzione
Il film fu prodotto dalla Cinebrás Filmes.

## Distribuzione
Il film fu distribuito dalla Fama Filmes con il titolo originale Na Garganta do Diabo. In Argentina, venne presentato al Mar del Plata Film Festival il 12 marzo 1960. In Italia, uscì nel 1961 con il titolo L'abisso della violenza; in Messico, il 1º giugno 1967 come La garganta del diablo.